# UASC A19-Klasse
Die Containerschiffe der UASC A19-Klasse, anfangs auch UASC A18-Klasse, ist eine Klasse von ULCS-Containerschiffen (Ultra Large Container Ship). Sie entstanden für die in Kuwait ansässige United Arab Shipping Company (UASC) und gehören mittlerweile zur Flotte von Hapag-Lloyd.

## Geschichte
Die Baureihe wurde von 2014 bis Anfang 2016 von den südkoreanischen Werften Hyundai Heavy Industries (HHI) und Hyundai Samho Heavy Industries (HSHI) gebaut und umfasst sechs Einheiten. Alle Schiffe der Klasse werden im Liniendienst zwischen Europa und Ostasien eingesetzt. Im Dezember 2015 verließ die Al Muraykh Port Klang mit der bis dahin höchsten von einem Schiff transportierten Zahl an Containern von 18.601 TEU. Nach einer etwa zweiwöchigen Reise legte das Schiff am 1. Januar 2016 an der Themse am London Gateway Terminal an.
Durch die Fusion von UASC mit Hapag-Lloyd gelangten die Schiffe im Jahr 2017 an Hapag-Lloyd.

## Technik

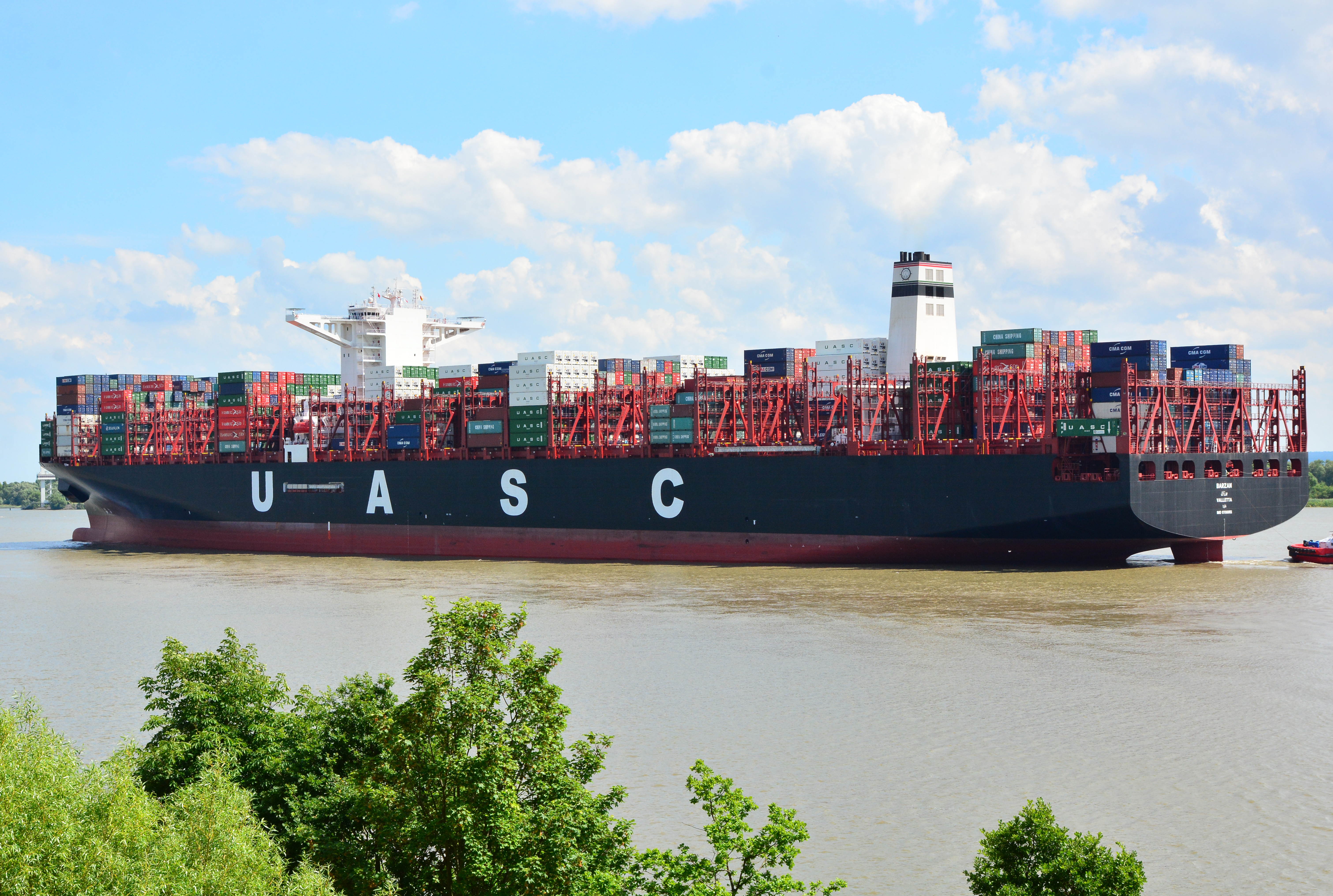
Heckansicht der Barzan auf der Elbe

Schiffbaulich sind die beim DNV GL klassifizierten A19-Schiffe wie die Mehrzahl der schon in Betrieb befindlichen ULCS-Baureihen ausgelegt. Das Deckshaus ist etwa am Ende des vorderen Schiffsdrittels angeordnet, was einen verbesserten Sichtstrahl und somit eine höhere vordere Decksbeladung ermöglicht, während Schornstein und Maschinenanlage im hinteren Drittel liegen. Die Bunkertanks sind unterhalb des Aufbaus angeordnet; sie erfüllen die einschlägigen MARPOL-Vorschriften. Die Laderäume der Schiffe werden mit Pontonlukendeckeln verschlossen. Die maximale Containerkapazität wird mit 18.800 TEU angegeben. Weiterhin sind Anschlüsse für Integral-Kühlcontainer vorhanden. Die An- und Ablegemanöver werden durch zwei Bugstrahlruder unterstützt.
Der Antrieb der Schiffe besteht jeweils aus einem bei Hyundai in Lizenz gebauten Zehnzylinder-Zweitakt-Dieselmotor des Typs MAN B&W 10S90ME-C10.2, der auf einen einzelnen Festpropeller wirkt. Die Hauptmotoren sind für den Betrieb mit LNG als Treibstoff ausgelegt. Die Schiffe sollen den Energy Efficiency Design Index der IMO erfüllen.

## Die Schiffe

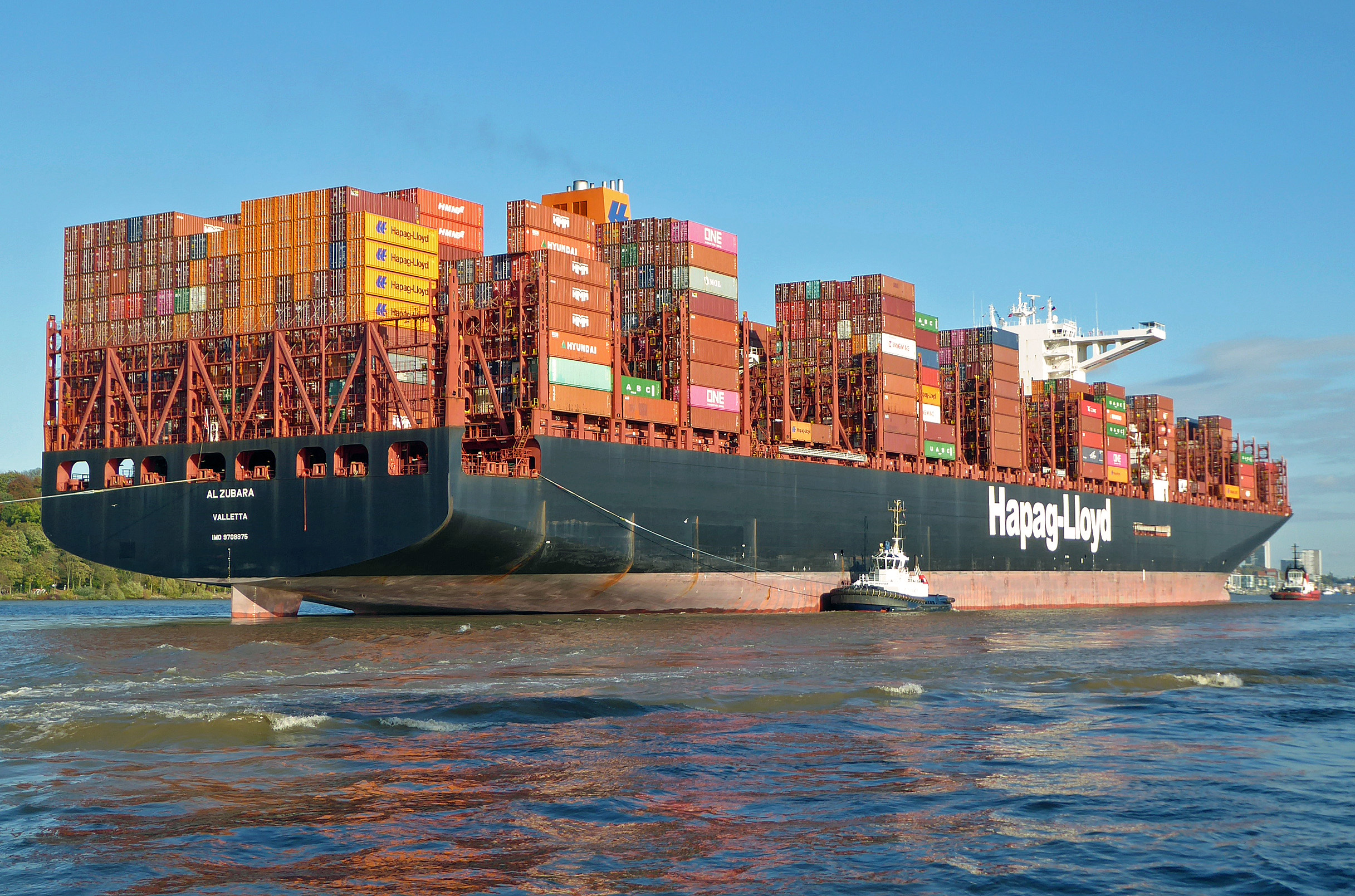
Al Zubara 2022 in HAPAG-Lloyd-Farben

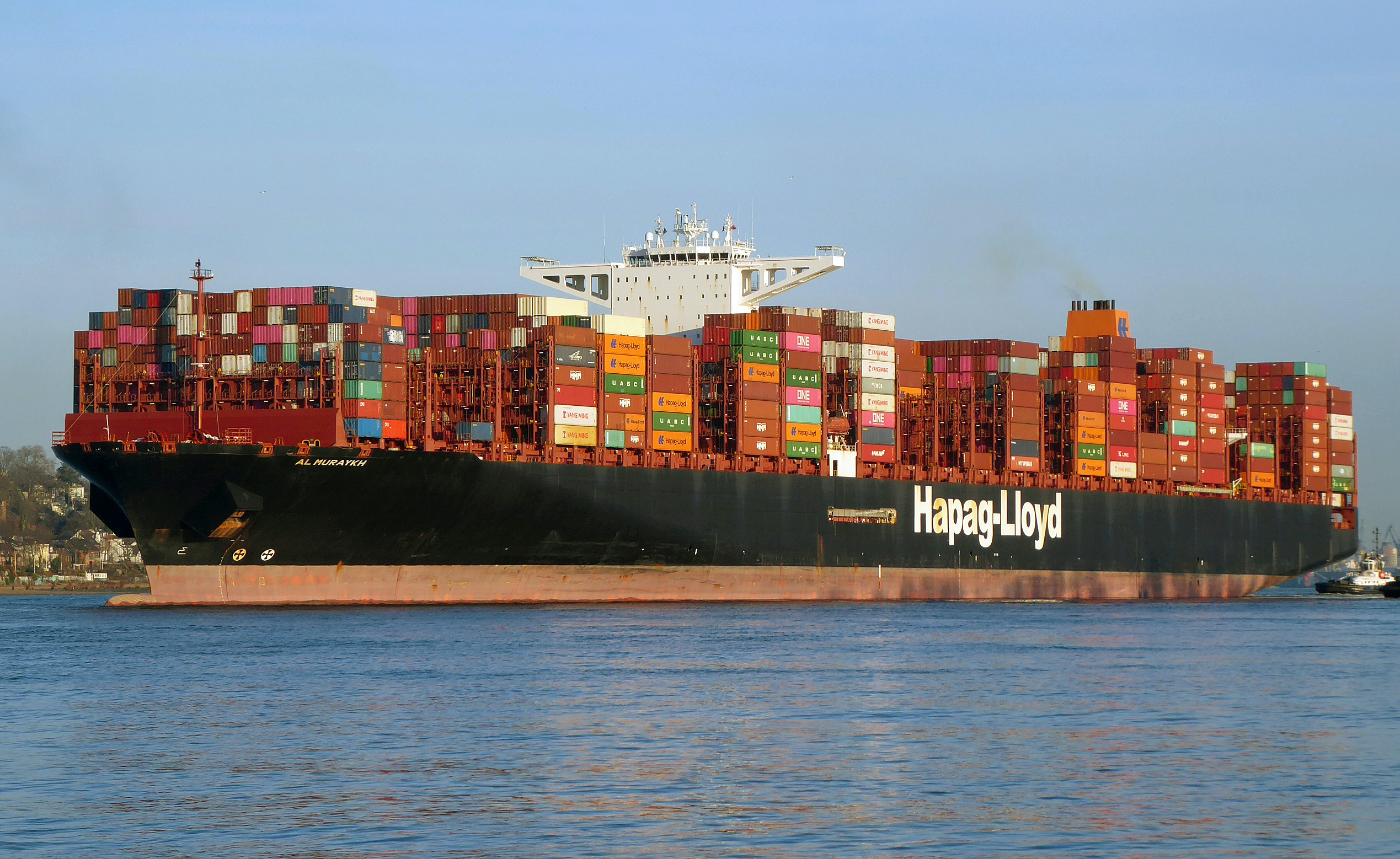
Al Muraykh 2023 in HAPAG-Lloyd-Farben

| UASC A19-Klasse        | UASC A19-Klasse    | UASC A19-Klasse | UASC A19-Klasse                                     | UASC A19-Klasse | UASC A19-Klasse                    | UASC A19-Klasse |
| Schiffsname            | Bauwerft/Baunummer | IMO-Nummer      | Kiellegung Stapellauf Ablieferung                   | Auftraggeber    | Umbenennungen und Verbleib         |                 |
| ---------------------- | ------------------ | --------------- | --------------------------------------------------- | --------------- | ---------------------------------- | --------------- |
| Barzan                 | Hyundai Samho/S746 | 9708851         | 3. November 2014 26. Februar 2015 8. Mai 2015       | UASC            | so in Fahrt                        |                 |
| Al Muraykh             | Hyundai Samho/S747 | 9708863         | 27. Februar 2015 31. Mai 2015 21. August 2015       | UASC            | so in Fahrt                        |                 |
| Al Nefud               | Hyundai Ulsan/2717 | 9708813         | 23. Juni 2015 5. September 2015 3. November 2015    | UASC            | so in Fahrt                        |                 |
| Al Zubara              | Hyundai Samho/S748 | 9708875         | 3. Juni 2015 5. September 2015 17. Dezember 2015    | UASC            | so in Fahrt                        |                 |
| Al Dahna               | Hyundai Ulsan/2718 | 9708825         | 29. Juli 2015 16. Oktober 2015 8. Januar 2016       | UASC            | 2021 Al Dahna Express, so in Fahrt |                 |
| Tihama                 | Hyundai Ulsan/2719 | 9736107         | 8. September 2015 27. November 2015 3. Februar 2016 | UASC            | so in Fahrt                        |                 |
| Daten: Equasis, DNV GL |                    |                 |                                                     |                 |                                    |                 |